# Friedhof Fluntern

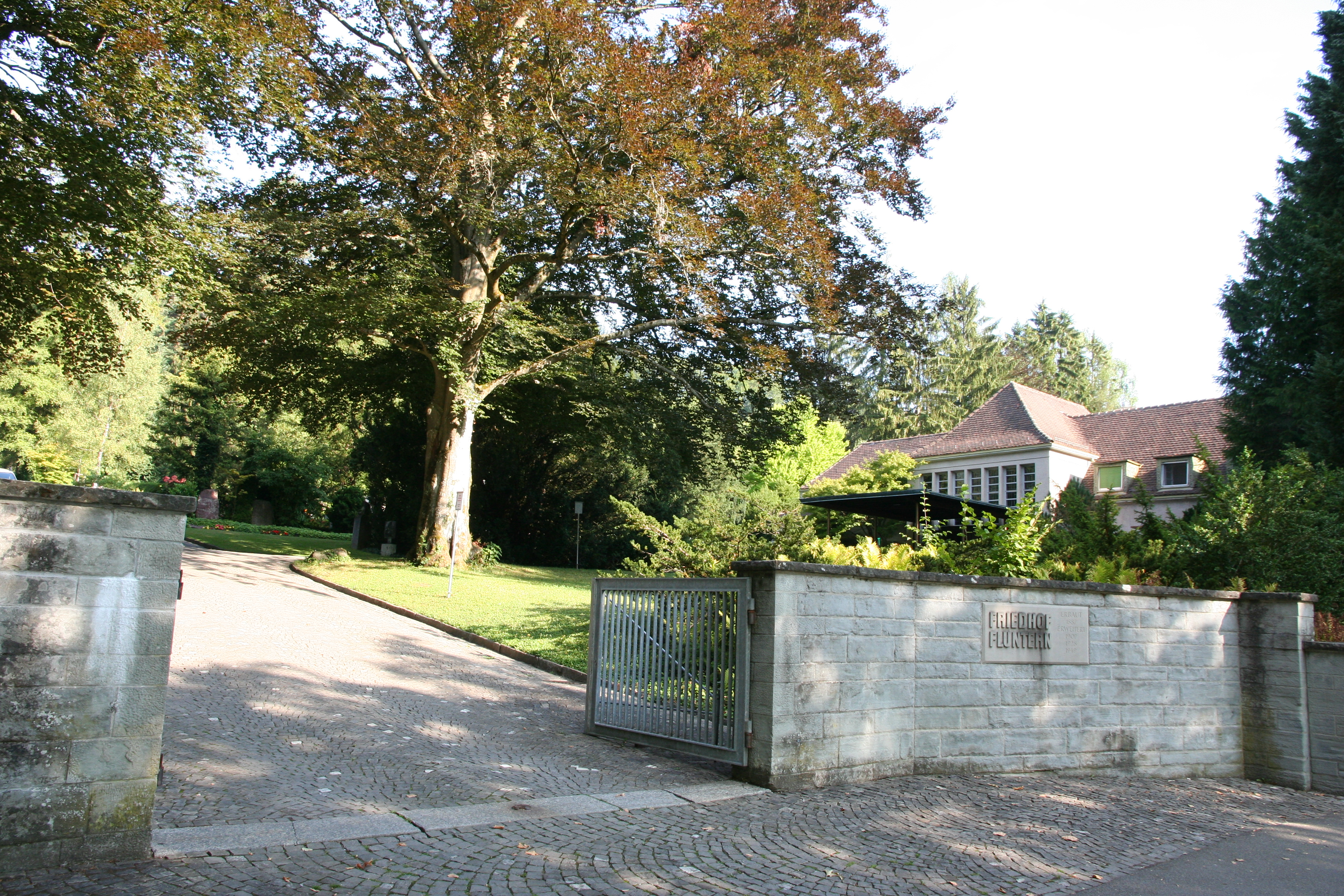
Friedhof Fluntern, Eingangspartie

Der Friedhof Fluntern liegt auf dem Zürichberg hoch über der Stadt Zürich. Bekannt ist er insbesondere wegen einiger hier begrabener weltbekannter Schriftsteller wie James Joyce und Elias Canetti sowie mehrerer Nobelpreisträger.

## Areal und Bauten

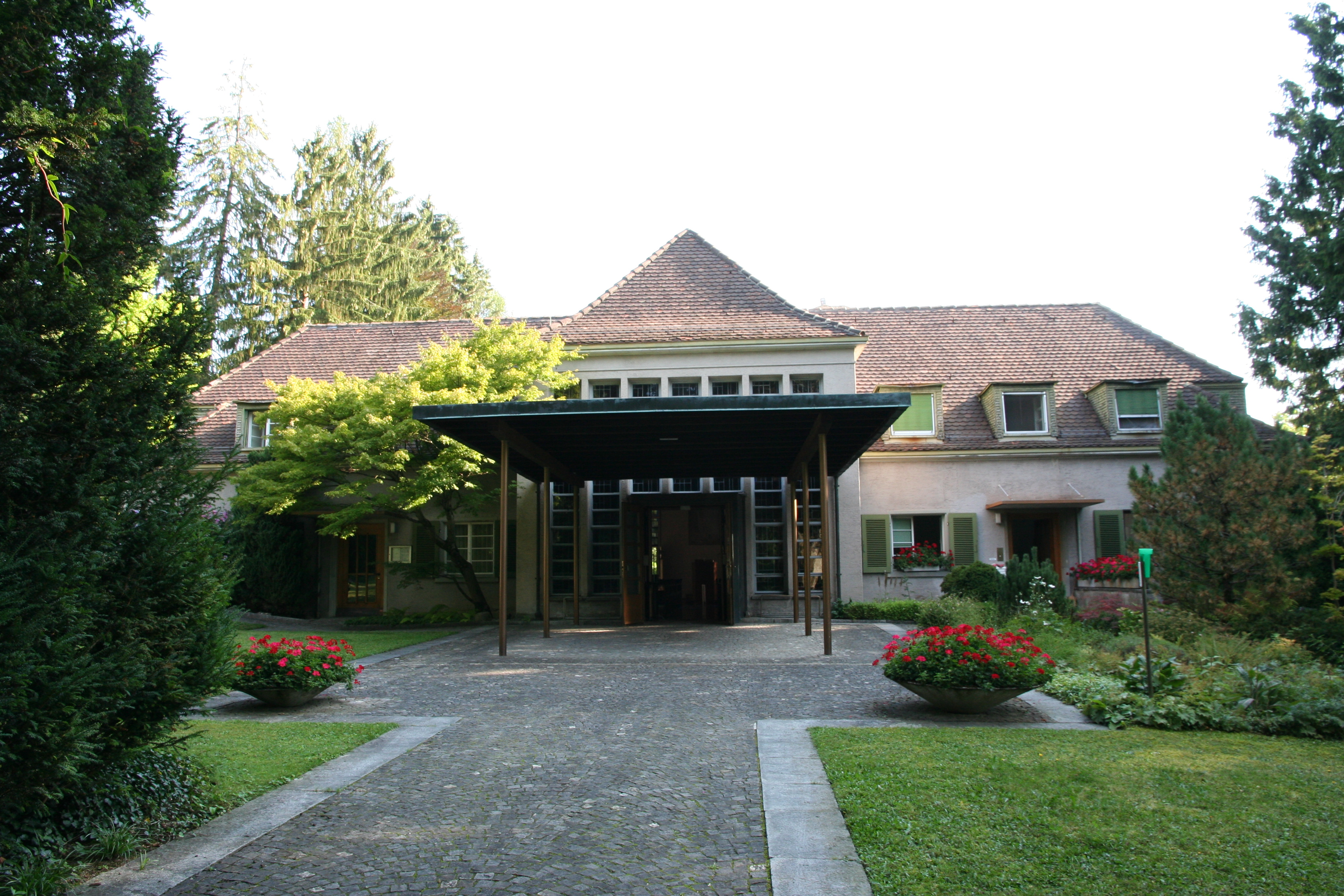
Friedhofskapelle

Der Friedhof liegt angrenzend an den Zoo und die gleichnamige Tramhaltestelle auf der Allmend Fluntern zwischen Zürichbergstrasse und dem Wald auf dem Zürichberg. Er nimmt eine Fläche von 33,250 Quadratmetern ein. Neben Privatgräbern und Gräberfeldern mit Reihengräbern für Urnen- und Erdbestattungen gibt es auch Gemeinschaftsgräber. Viele Familiengräber verfügen über individuellen Grabschmuck und aufwändige Skulpturen. Grünflächen im westlichen Teil sollen dem Friedhof eine «Bedeutung als Erholungs- und Grünfläche verleihen». Der grosse Bestand an alten, hohen Fichten und anderen Bäumen lässt den angrenzenden Wald in den Friedhof übergehen, von dem Teile heute den Charakter eines Waldfriedhofs haben.
Der Friedhof verfügt über eine kleine Kapelle, die 100 Personen Platz bietet, und eine Aufbahrungshalle. Im selben Gebäude sind auch Büro der Verwaltung und eine Wohnung des Friedhofleiters untergebracht.
Ein Waldstück ausserhalb des Friedhofs östlich vom Hotel Zürichberg dient für Aschebeisetzungen.

## Geschichte
Die damals noch eigenständigen Gemeinde Fluntern verfügte auf der «Platte» über einen älteren Friedhof, der lediglich 1.683 m2 umfasste. Dieser wurde 1787 angelegt. Der Friedhof auf der Platte wurde 1886 geschlossen und im Jahr 1907 geräumt, als neue Strassen angelegt und Häuser gebaut wurden.
Der heutige Friedhof Fluntern wurde 1887 von der Gemeinde Fluntern angelegt. Die damals noch sehr kleine Anlage wurde nach barockem Vorbild streng axial aufgebaut. Nach der Eingemeindung Flunterns in die Stadt Zürich im Jahr 1893 hätte der Friedhof aufgegeben werden sollen: Für den Kreis 7 war die grössere Anlage des Friedhofs Enzenbühl vorgesehen. Aufgrund Widerstands der lokalen Kirchgemeinde und Bevölkerung blieb er jedoch erhalten.
1907 musste der neue Friedhof Fluntern erweitert werden, da die Einwohnerzahl Flunterns stark gestiegen war. 1928 erfolgte eine zweite Erweiterung hoch bis zum Waldrand, bei der wiederum der ursprüngliche, barocke Stil beibehalten wurde. Der Grundriss erinnerte an eine romanische Kirche, deren Apsis durch eine höher gelegte Terrasse am oberen Rand der Anlage gebildet wurde. 1948 oder 1949 wurde der Friedhof letztmals erweitert. Im westlich ergänzten Abschnitt wurden die klaren Formen aufgegeben. Hier herrschen weite Flächen und zum Teil kurvige Wege vor.
Am 15. Januar 1941 wurde James Joyce in einem einfachen Grab auf dem Friedhof Fluntern beigesetzt. Im Jahr 1966 wurde er am Bloomsday umgebettet und erhielt zusammen mit seiner 1951 verstorbenen Ehefrau Nora Barnacle ein Ehrengrab der Stadt Zürich, das mit einer Statue des amerikanischen Künstlers Milton Hebald geschmückt ist. Ihr gemeinsamer Sohn Giorgio und dessen Frau Asta Jahnke-Osterwalder Joyce wurden ebenfalls in diesem Grab beigesetzt.

## Grabstätten bedeutender Persönlichkeiten
- Emil Abderhalden (1877–1950), Arzt (Grabstätte aufgehoben)
- Thomas Ammann (1950–1993), Kunsthändler
- Jakob Amsler (1848–1909), Jurist und Politiker
- Anita Augspurg (1857–1943), Frauenrechtlerin
- Franklin Bircher (1896–1988), Klinikleiter und Forscher (Grabstätte aufgehoben)
- Theodor Bovet (1900–1976), Arzt, Eheberater
- Elias Canetti (1905–1994), Literaturnobelpreisträger
- Louis Conne (1905–2004), Bildhauer
- Arnold Corti (1873–1932), Chemiker und Entomologe
- Ulrich Arnold Corti (1904–1969), Chemiker und Ornithologe
- Walter Robert Corti (1910–1990), Philosoph
- Kurt Früh (1915–1979), Filmregisseur
- Alice Gaule (1890–1933), Chemikerin
- Justus Gaule (1849–1939), Arzt und Physiologe
- Therese Giehse (1898–1975), Schauspielerin
- Ernst Ginsberg (1904–1964), Schauspieler und Regisseur
- Friedrich Hegar (1841–1927), Komponist
- Jakob Heusser (1895–1989), Regierungsrat (Grabstätte aufgehoben)
- Lida Gustava Heymann (1868–1943), Frauenrechtlerin
- Jürg Hoigné-Zimmerli (1930–2014), Chemiker
- Warja Honegger-Lavater (1913–2007), Grafikerin
- Albert Huch (1934–2009), Gynäkologe
- Fritz Hug (1921–1989), Maler
- Walther Hug (1898–1980), Jurist
- Otto Jaag (1900–1978), Hydrobiologe
- James Joyce (1882–1941), Schriftsteller
- Nora Joyce (1884–1951), James Joyces Ehefrau
- Paul Karrer (1889–1971), Nobelpreisträger Chemie
- Anna Keel (1940–2010), Kunstmalerin
- Daniel Keel (1930–2011), Verleger, Gründer des Diogenes Verlags
- Paul Kleihues (1936–2022), Neuropathologe
- Mary Lavater-Sloman (1891–1980), Schriftstellerin
- Dagmar Liechti-von Brasch (1911–1993), Ärztin und Ernährungsreformerin
- Albert Meyer (1870–1953), Bundesrat (Grabstätte aufgehoben)
- Karl Moser (1860–1936), Architekt
- Werner Max Moser (1896–1970), Architekt
- Hans-Joachim Hoffmann-Nowotny (1934–2004), Soziologe
- Wilhelm Oechsli (1851–1919), Historiker (Grabstätte aufgehoben)
- Emil Oprecht (1895–1952), Verleger
- Eduard Osenbrüggen (1809–1879), Rechtswissenschaftler
- Friedrich Evariste Pruppacher (1899–1958), Jurist
- Hans Rudolf Pruppacher (1930–2020), Physiker und Meteorologe
- Ferdinand Rieser (1886–1947), Direktor Schauspielhaus
- Hans Roelli (1889–1962), Liederkomponist
- Leopold Ružička (1887–1976), Nobelpreisträger Chemie
- Max Rychner (1897–1965), Schriftsteller
- Paul Scherrer (1890–1969), Physiker
- Philipp Schwartz (1894–1977), Mediziner und Fluchthelfer
- Åke Senning (1915–2000), Herzchirurg
- Walter Siegenthaler (1923–2010), Internist und Forscher
- Ulrich Stranz (1946–2004), Komponist
- Ernst Streckeisen (1905–1978), Neuapostolischer Geistlicher
- Leopold Szondi (1893–1986), Psychoanalytiker
- Peter Szondi (1929–1971), Literaturwissenschaftler
- Robert Tobler (1901–1962), Frontist
- Fridolin Tschudi (1912–1966), Schriftsteller (Grabstätte aufgehoben)
- Pavlos Tzermias (1925–2016), Journalist
- Oskar Wälterlin (1895–1961), Regisseur
- Rudolf Wening (1893–1970), Bildhauer
- Sigmund Widmer (1919–2003), Stadtpräsident
- Heinrich Willi (1900–1971), Kinderarzt

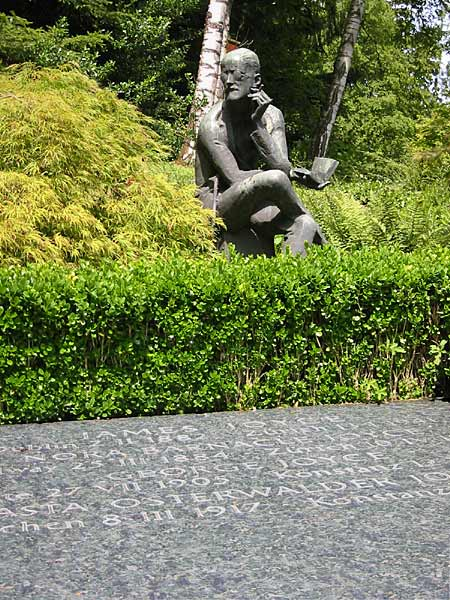
Grab von James Joyce
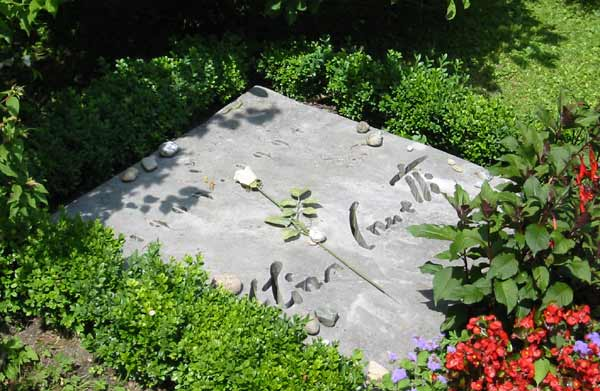
Grab von Elias Canetti
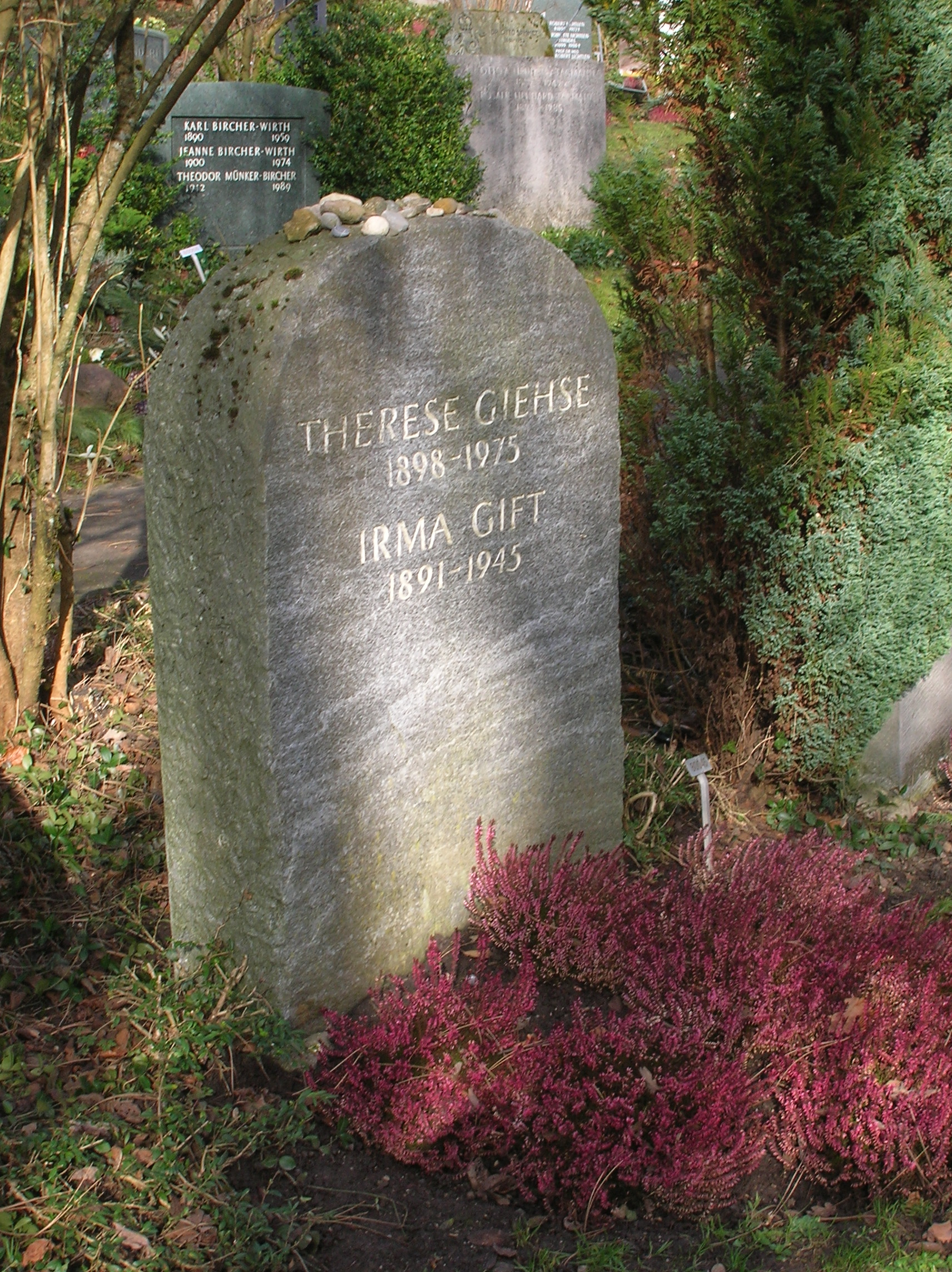
Grab von Therese Giehse